# Joba van den Berg
Jacoba Antonia Maria Joanna (Joba) van den Berg-Jansen (Utrecht, 21 augustus 1958) is een Nederlands voormalig  politica.

## Biografie
Van den Berg werd geboren in een rooms-katholiek gezin in de stad Utrecht. Ze voltooide in 1976 het gymnasium β aan het Sint-Bonifatiuscollege in Utrecht en deed tussen 1976 en 1980 de hbo-opleiding facilitaire dienstverlening aan Saxion Hogescholen in Deventer. Daarna voltooide ze de opleiding internationale economie aan de Katholieke Hogeschool Tilburg. In haar studietijd was zij actief in het CDJA. In het laatste jaar van haar opleiding heeft zij gewerkt bij het Wetenschappelijk Instituut voor het CDA, waar ze zich verdiepte in het sociale beleid. Tussen 1986 en 1995 werkte ze bij Unilever. Van den Berg was vanaf 2008 directeur bij Bouwend Nederland.
Van 1996 tot 2000 was Van den Berg secretaris van het CDA in Goes; ook was ze lid van het Strategisch Beraad van het CDA. Van 23 maart 2017 tot 31 maart 2021 was zij lid van de Tweede Kamer voor het CDA. Op 28 juni 2017 hield Van den Berg haar maidenspeech over het beschermen van Nederlandse bedrijven tegen vijandige overnames uit het buitenland. Van den Berg was woordvoerder op de volgende terreinen: curatieve zorg, geestelijke gezondheidszorg, telecom, postmarkt en bescherming vitale bedrijven. Op het terrein van de zorg voerde ze samen met plaatsgenoot Jacqueline van den Hil van de VVD het woord. In 2019 heeft Van den Berg de initiatiefnota Zorg in de regio geschreven voor het belang van en noodzaak tot meer samenwerking. Op 30 maart 2021 nam zij afscheid van de Tweede Kamer.
Op 29 april 2021 keerde Van den Berg terug in de Tweede Kamer als vervanger tot met 16 augustus 2021 van Harry van der Molen tijdens diens ziekteverlof. Op 7 september werd zij als vervanger opnieuw beëdigd. Op 27 september 2021 werd haar tijdelijke lidmaatschap omgezet naar een permanent, omdat Mona Keijzer was voorgedragen bij de koning voor onmiddellijk ontslag als staatssecretaris. Op 19 juli 2023 maakte ze bekend niet op een verkiesbare plek te willen voor de Tweede Kamerverkiezingen van 22 november 2023, omdat ze 65 jaar wordt en ruimte wil maken voor nieuw talent. Op 5 december 2023 nam zij afscheid van de Tweede Kamer.

## Persoonlijk
Van den Berg is een nicht van Frans van der Gun (1918-2001) die voor de Katholieke Volkspartij in de Tweede Kamer en het Europees Parlement zat.